# Shiro Azumi
Shiro Azumi (en japonès: 安積　四郎, Azumi Shiro) és un exfutbolista japonès.

## Selecció japonesa
Shiro Azumi va disputar 3 partits amb la selecció japonesa.